# Josefa Toledo de Aguerri
Josefa Toledo de Aguerri, född 1866, död 1962, var en nicaraguansk feminist, författare och reformpedagog. Hon betraktas som en pionjär inom kvinnorättsrörelsen och utbildning för kvinnor i Nicaragua. 
Hon var en av de första som tog examen som lärare från Colegio de Señoritas, som öppnat 1882 som den första högre sekulära utbildningsinstitutionen öppen för kvinnor i Nicaragua: den allra första var dock det katolska lärarseminarium som hade öppnats av Elena Arellano Chamorro 1872. Hon publicerade en mängd arbeten om kvinnorättsrörelsen och även de första tidningarna i Nicaragua som tog upp saken. 1924 blev hon generaldirektör för utbildningsfrågor, den första av sitt kön att ha ett officiellt ämbete i sitt land. 
I Nicaragua stöddes kvinnorörelsens krav på rösträtt tidigt av familjen Somozas liberala parti, som lierade sig med kvinnorörelsen och dess krav för att använda sig av dess stöd under sin diktatur 1936–1979. I enlighet med denna policy lovade Somozas parti att införa rösträtt för kvinnor 1916 och 1944, och grundade en kvinnoavdelning av sitt parti 1936. Kvinnorörelsens ledare Josefa Toledo begärde 1939 partiets stöd för införandet av rösträtt. Begäran antogs 1950 och infördes 1955, och samma år inkorporerades landets kvinnoföreningar i partiets kvinnoförening, som sedan fick kvinnorörelsens stöd i samtliga fortsatta val och därmed blev en av Somoza-regimens allierade.